# Gernot Gruber (Politiker)

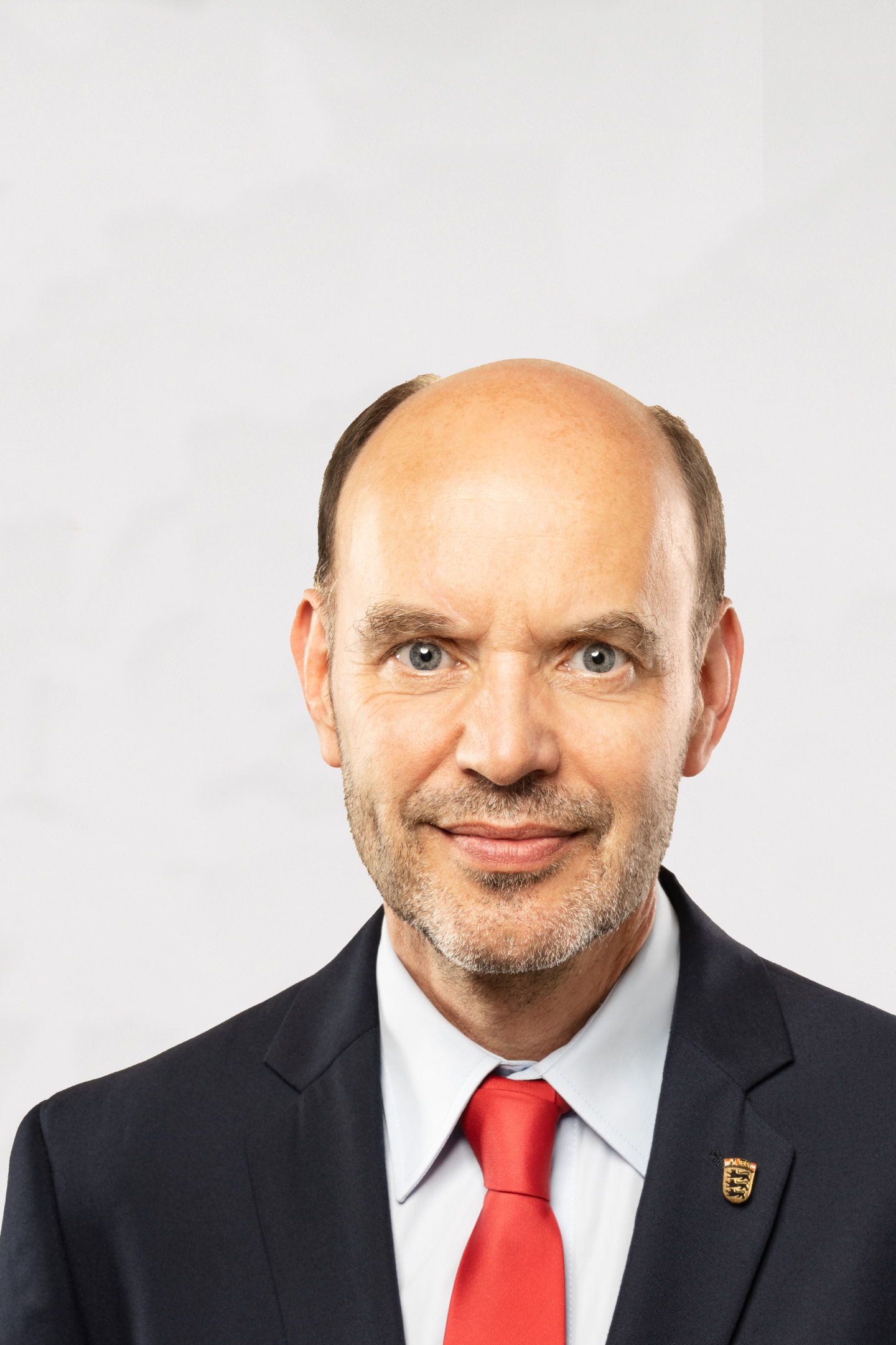
Gernot Gruber (2021)

Gernot Gruber (* 15. Januar 1963 in Murrhardt) ist ein deutscher Mathematiker und Politiker (SPD). Von 2011 bis 2024 war er Abgeordneter im Landtag von Baden-Württemberg.

## Ausbildung und Beruf
Gernot Gruber studierte nach dem Abitur am Gymnasium Murrhardt 1982 und dem Zivildienst im Kreiskrankenhaus Backnang ab 1983 Mathematik und Politikwissenschaft an der Eberhard-Karls-Universität Tübingen und an der University of Sussex in England. In beiden Fächern legte er 1989 das Erste Staatsexamen ab. 1991 erhielt er in Mathematik sein Diplom mit Auszeichnung.
Seit Mai 1991 arbeitete er als Mathematiker bei der Allianz, von 2003 bis 2011 als Referatsleiter im Rechnungswesen der Allianz Deutschland AG. Seit 2008 besitzt er Prokura. Seit 2016 ist er aufgrund seiner Wiederwahl in den Landtag beurlaubt.
Von 1993 bis 2000 war er nebenberuflich Lehrbeauftragter für mathematische Statistik an der Hochschule für Technik in Stuttgart.

## Politische Tätigkeit
In die SPD trat Gernot Gruber 1982 ein. Er war Juso-Sprecher in seinem Heimatort Murrhardt. Seit 2000 ist er Vorsitzender des SPD-Ortsvereins Backnang. Dem Kreistag des Rems-Murr-Kreises gehört er seit 2004 an. Er wurde bei der Landtagswahl 2011 im Landtagswahlkreis Backnang über das Zweitmandat in den Landtag gewählt.
Bei der Landtagswahl 2016 wurde Gruber mit 15,7 Prozent der Stimmen wieder in den Landtag gewählt. Er ist energie- und klimapolitischer sowie sportpolitischer Sprecher der SPD-Landtagsfraktion sowie Mitglied im Ausschuss für Finanzen und im Ausschuss für Umwelt, Klima und Energiepolitik. Bei der Landtagswahl 2021 wurde Gruber mit 19,0 Prozent der Stimmen (8%-Punkte mehr als die SPD im Land – damit holte er prozentual das drittbeste prozentuale SPD-Ergebnis bei 70 Wahlkreisen und mit 11.274 Stimmen die meisten Stimmen) erneut über ein Zweitmandat in den Landtag gewählt.
Unter anderem engagiert sich Gruber in etlichen Vereinen, Organisationen und Initiativen seines Wahlkreises und ist Mitglied bei der Arbeiterwohlfahrt, den Naturfreunden, Greenpeace, Bundesverband Windenergie, Gentechnikfreie Landkreise Ludwigsburg-Rems-Murr und ist Förderer der deutschen Welthungerhilfe.
Gruber legte sein Landtagsmandat zum 30. September 2024 aus gesundheitlichen Gründen nieder. Für ihn rückte Simone Kirschbaum in den Landtag nach.

## Familie und Privates
Gernot Gruber ist der Sohn des ehemaligen Landtagsabgeordneten Giselher Gruber und der früheren SPD-Fraktionsvorsitzenden im Murrhardter Gemeinderat Gudrun Gruber. Er lebt in Backnang, ist evangelisch, verheiratet, hat eine Tochter und einen Stiefsohn. Er ist aktiver Langstreckenläufer und gewann im Mix-Team der TSG Backnang mehrfach die württembergischen Volkslaufmeisterschaften.